# Cantone di Sainte-Foy-la-Grande
Il Cantone di Sainte-Foy-la-Grande era una divisione amministrativa dell'arrondissement di Libourne.
A seguito della riforma approvata con decreto del 20 febbraio 2014, che ha avuto attuazione dopo le elezioni dipartimentali del 2015, è stato soppresso.

## Composizione
Comprendeva i comuni di:
- Caplong
- Eynesse
- Les Lèves-et-Thoumeyragues
- Ligueux
- Margueron
- Pineuilh
- Riocaud
- La Roquille
- Saint-André-et-Appelles
- Saint-Avit-de-Soulège
- Saint-Avit-Saint-Nazaire
- Sainte-Foy-la-Grande
- Saint-Philippe-du-Seignal
- Saint-Quentin-de-Caplong